# Asset manager
 (janvier 2022).
La mise en forme du texte ne suit pas les recommandations de Wikipédia : il faut le « wikifier ».
Les points d'amélioration suivants sont les cas les plus fréquents. Le détail des points à revoir est peut-être précisé sur la page de discussion.
- Les titres sont pré-formatés par le logiciel. Ils ne sont ni en capitales, ni en gras.
- Le texte ne doit pas être écrit en capitales (les noms de famille non plus), ni en gras, ni en italique, ni en « petit »…
- Le gras n'est utilisé que pour surligner le titre de l'article dans l'introduction, une seule fois.
- L'italique est rarement utilisé : mots en langue étrangère, titres d'œuvres, noms de bateaux, etc.
- Les citations ne sont pas en italique mais en corps de texte normal. Elles sont entourées par des guillemets français : « et ».
- Les listes à puces sont à éviter, des paragraphes rédigés étant largement préférés. Les tableaux sont à réserver à la présentation de données structurées (résultats, etc.).
- Les appels de note de bas de page (petits chiffres en exposant, introduits par l'outil «  Source ») sont à placer entre la fin de phrase et le point final[comme ça].
- Les liens internes (vers d'autres articles de Wikipédia) sont à choisir avec parcimonie. Créez des liens vers des articles approfondissant le sujet. Les termes génériques sans rapport avec le sujet sont à éviter, ainsi que les répétitions de liens vers un même terme.
- Les liens externes sont à placer uniquement dans une section « Liens externes », à la fin de l'article. Ces liens sont à choisir avec parcimonie suivant les règles définies. Si un lien sert de source à l'article, son insertion dans le texte est à faire par les notes de bas de page.
- La présentation des références doit suivre les conventions bibliographiques. Il est recommandé d'utiliser les modèles {{Ouvrage}}, {{Chapitre}}, {{Article}}, {{Lien web}} et/ou {{Bibliographie}}. Le mode d'édition visuel peut mettre en forme automatiquement les références.
- Insérer une infobox (cadre d'informations à droite) n'est pas obligatoire pour parachever la mise en page.

Pour une aide détaillée, merci de consulter Aide:Wikification.
Si vous pensez que ces points ont été résolus, vous pouvez retirer ce bandeau et améliorer la mise en forme d'un autre article.
 (juillet 2021).
Si vous disposez d'ouvrages ou d'articles de référence ou si vous connaissez des sites web de qualité traitant du thème abordé ici, merci de compléter l'article en donnant les références utiles à sa vérifiabilité et en les liant à la section « Notes et références ».
Par abus de langage le terme « asset manager » est ici utilisé pour décrire le marché des biens immobiliers ; les Anglo-saxons associent le terme asset management à une gestion beaucoup plus étendue d'actifs, comprenant entre autres les obligations, les actions, les produits dérivés, les matières premières...
L’asset manager immobilier est un terme anglais, apparu en France dans les années 1990, qui définit le métier de gestionnaire d'actifs immobiliers d'entreprise comme un ensemble de services aux propriétaires, de l'acquisition du bien à sa cession.
L’asset manager immobilier est le responsable de la gestion d'un portefeuille d'actifs immobiliers pour le compte de tiers.
Il est le garant de la rentabilité des biens immobiliers attendue par les investisseurs, assurée par sa connaissance polyvalente des marchés de l'immobilier d'entreprise et d'habitation, sa maîtrise des baux commerciaux et du droit immobilier, ses compétences financières tant au plan de la modélisation de flux de trésorerie et scénarios immobiliers qu'il doit optimiser que du reporting aux investisseurs, sa capacité à penser et suivre des plans de travaux sur les immeubles, de la restructuration lourde au développement et son talent de négociateur tant pour la commercialisation des actifs que pour ses relations avec les différents intervenants et prestataires extérieurs. 
L'asset manager doit imaginer et ensuite modéliser l'ensemble des flux liés aux cycles d'investissement et d'exploitation d'un actif immobilier afin de les résumer dans un modèle de cash-flow prévisionnel. Les flux opérationnels proviennent généralement des loyers, des charges, des taxes et des petits travaux. La phase d'acquisition consiste à modéliser le prix d'achat d'un bien immobilier, les frais de conseil et d'accompagnement par les professionnels du marché, ainsi que les flux liés au financement de ce projet. Des travaux plus importants peuvent également faire partie de la phase d'acquisition. Afin de calculer un TRI du projet d'investissement ou de gestion d'actifs, les flux de sortie sont également modélisés par l'asset manager. Ils comportent principalement le prix de revente potentielle de l'actif immobilier en question, ainsi que les frais associés.
Ce métier est apparu en France vers la fin des années 1990, après la crise immobilière sans précédent qu'avait connue le pays, à la suite de la spéculation de nombreux acteurs financiers anglo-saxons qui avaient su saisir les opportunités durant cette période et avaient en particulier apporté des techniques d'investissement et de gestion encore inconnues en France.
Une pyramide des métiers s'est créée et régit aujourd'hui le secteur de l'immobilier d'entreprise : l’investment manager immobilier (responsable d'investissements), l’asset manager immobilier (gestionnaire d'actifs immobilier représentant du propriétaire), le fund manager immobilier (responsable de fonds d'investissement immobilier), le portfolio manager immobilier (responsable des relations avec les clients et du reporting financier), le property manager (gestionnaire locatif et technique), le facility manager (responsable des services aux utilisateurs de l'immeuble).
Selon les sociétés, il est possible de trouver des définitions différentes de ces métiers ; l’asset manager immobilier peut ainsi, en sus de sa casquette de gestionnaire, être responsable de l'investissement en amont et de la vente de l'actif à un tiers.
L’asset manager immobilier exerce son métier sur des types d'actifs variés : bureaux, centres commerciaux, commerces de pied d'immeuble, logistique, entrepôts, habitation, hôtels… Il se doit de maîtriser les particularités afférentes à chacun de ces secteurs d'activités, par exemple : le marché de l'emploi et du tertiaire pour les bureaux, l'actualité des enseignes et la consommation des ménages pour le commerce, la réglementation des installations classées pour la logistique, etc.

## Sociétés de gestion d'actifs immobiliers
- Gestionnaire d'actifs pour compte de tiers : Hmv.Ch représenté par Vincent Honoré  ODDO & Cie, Oddo Meriten Asset Management, DTZ Investors, BNP Paribas REIM, Cleaveland Asset Management, Amundi, Aerium, AEW Europe, AXA REIM, BOREAL Asset Management, Constructa Asset Management, ING REIM, General Electric Real Estate, Stam Europe, Horizon Investment Management, Perspective REIM, B&C France Asset Management, Henderson Global Investors…tikehau investment management
- Foncières : Unibail-Rodamco, Gecina, Foncière des régions, Hammerson, Silic, Foncière de Paris...
- Gestionnaire de véhicules réglementés : SCPI (société civile de placement immobilier) / OPCI (organisme de placement collectif immobilier) : Crédit agricole Asset Management Real Estate, BNP Paribas REIM, SWISSLIFE REIM et SWISSLIFE Immobilier, ALTIXIA REIM, Natixis Asset Management Immobilier, Ciloger, Sofidy, La Française Real Estate Managers etc.

## Référence bibliographique
- Nappi-Choulet, I., 2009, Les mutations de l’immobilier : de la finance au développement durable, éditions Autrement